# Муса Отієно
Муса Отієно (англ. Musa Otieno, нар. 29 грудня 1973, Найробі) — кенійський футболіст, що грав на позиції захисника, зокрема за «Сантос» (Кейптаун), а також національну збірну Кенії, у складі якої провів понад 100 матчів.

## Клубна кар'єра
У дорослому футболі дебютував 1992 року виступами за команду «АФК Леопардс», в якій провів два сезони, взявши участь у 37 матчах чемпіонату. Згодом протягом 1995—1997 років захищав кольори клубу «Таскер». 1996 року вигравав у його складі чемпіонат Кенії.
Своєю грою за останню команду привернув увагу представників тренерського штабу південноафриканського «Сантоса» (Кейптаун), до складу якого приєднався 1997 року. Відіграв за кейптаунську команду наступні чотирнадцять сезонів своєї ігрової кар'єри, був основним гравцем її захисту. Протягом 2008 року на умовах оренди також грав за «Клівленд Сіті Старс».

## Виступи за збірну
1993 року дебютував в офіційних матчах у складі національної збірної Кенії.
У складі збірної був учасником Кубка африканських націй 2004 року в Тунісі.
Загалом протягом кар'єри в національній команді, яка тривала 17 років, провів у її формі 106 матчів, забивши один гол.

## Титули і досягнення
- Чемпіон Кенії (1):

«Таскер»: 1996
- Чемпіон ПАР (1):

«Сантос» (Кейптаун): 2001-2002